# Kemény Ferenc (fordító)
Kemény Ferenc, Francis Kemeni vagy Franz Kemeny (Budapest, 1917. július 13. – Oslo, 2008. október 2.) fordító.

## Pályafutása
Magyarország német megszállása után lépett a Külügyminisztérium szolgálatába, ahol a gazdaságpolitikai osztály fogalmazójaként dolgozott. 1945 után Szekfű Gyula követ mellett volt első titkár Magyarország moszkvai nagykövetségén. Diplomáciai pályafutását a kommunista diktatúra nyomására cserélte fel a fordítói mesterséggel. 1956 után Norvégiában, Oslóban telepedett le. 40 forrásnyelvből 24 célnyelvre fordított, 12 nyelven beszélt folyékonyan.
Mottója Voltaire-től ered:
Azok a kutatók, akik a világszerte élő kicsiny számú gondolkodóknak a legnagyobb szolgálatot teszik, az elszigetelt, írószobájukba zárkózott valódi tudósok, akik sem az egyetemi tanszéken nem fejtegetnek, sem az akadémiában nem vallanak féligazságokat. S az ilyeneket mindig is üldözik. Nyomorult fajzatunk jellegéből folyik, hogy a kitaposott úton járók követ hajigálnak arra, aki új utat mutat.
Nem hivatalos nyelvész, de több publikációja van a témában. Kutatási eredményei a hangeltolódás tagadásán, a szavak értelmének megváltozásán és a pidginizálódás jelenségén alapulnak. Megemlítendő még, hogy nem csupán nyelvészettel, hanem bölcselettel és versfordítással is foglalkozott.

## Művei
- Das Sprechenlernen der Völker – Wilhelm Braumüller GmbH., Wien, 1975
- Im Anfang war das Korn – Kőrösi Csoma Sándor Historische Gesellschaft – München, 1993.
- Ér-e valamit a történeti összehasonlító nyelvészet? – Magyar Adorján Baráti Kör, Budapest, 1997. nyelvészeti antropológia:
- Az elméleti fizika új alapjai – Magyar Adorján Baráti Kör, Budapest, 1998.

## Versfordításkötetei
- Arion lantján (1944) (Kolos Marcell álnéven)[3]
- Tengertől tengerig (2005)